# Rund um den Henninger-Turm 1982
Il Rund um den Henninger-Turm 1982, ventunesima edizione della corsa, si svolse il 1º maggio su un percorso di 242 km, con partenza e arrivo a Francoforte sul Meno. Fu vinto dal belga Ludo Peeters della squadra Ti-Raleigh-Campagnolo davanti al norvegese Jostein Wilmann e all'irlandese Sean Kelly.

## Ordine d'arrivo (Top 10)
| Pos. | Corridore            | Squadra                     | Tempo    |
| ---- | -------------------- | --------------------------- | -------- |
| 1    | Ludo Peeters         | Ti-Raleigh-Campagnolo       | 6h34'03" |
| 2    | Jostein Wilmann      | Capri Sonne                 | a 5"     |
| 3    | Sean Kelly           | Sem-France-Loire-Campagnolo | a 6"     |
| 4    | Fons De Wolf         | Vermeer-Thijs               | s.t.     |
| 5    | Gregor Braun         | Capri Sonne                 | s.t.     |
| 6    | Phil Anderson        | Peugeot-Shell-Michelin      | s.t.     |
| 7    | Marc Sergeant        | Boule d'Or-Sunair           | s.t.     |
| 8    | Johan van der Velde  | Ti-Raleigh-Campagnolo       | s.t.     |
| 9    | Ad Wijnands          | Ti-Raleigh-Campagnolo       | s.t.     |
| 10   | Jean-René Bernaudeau | Peugeot-Shell-Michelin      | s.t.     |